# 三代川三千代
三代川 三千代（みよかわ みちよ、1949年1月4日 - ）は、千葉県出身の元裁判官。

## 経歴
- お茶の水女子大学文教育学部卒業
- 1976年10月 司法試験合格
- 1977年4月 司法研修所に入る（31期、千葉）
- 1979年4月 大阪地方裁判所判事補。
- 1982年4月 名古屋地方裁判所一宮支部・名古屋家庭裁判所一宮支部判事補
- 1985年4月 新潟地方裁判所・新潟家庭裁判所判事補
- 1988年4月 東京地方裁判所判事補
- 1989年4月 東京地方裁判所判事
- 1994年4月 司法研修所教官
- 1998年4月 大阪地方裁判所判事部総括
- 2001年4月 東京地裁判事部総括
- 2007年12月 千葉地方裁判所部総括
- 2011年12月 山口家庭裁判所所長
- 2014年1月 定年退官
- 2019年 春の叙勲で瑞宝中綬章を受章[1]。

## 評価
裁判で関わった弁護士の間では「はっきり物を言う」「主張や立証を尽くさせた上で慎重に判断する」「労働事件では和解が多い」「書面や証拠の提出期限に厳しい」「審理は淡々と進める」「訴訟指揮が迅速」などの評判がある。

## 主な担当事件
- 1999年6月9日、堺市通り魔事件で殺人罪に問われ公判中の少年被告人が『新潮45』1998年3月号に実名や顔写真を掲載され少年法に定める権利を侵害されたとして新潮社などに2200万円の損害賠償を求めた訴訟につき、原告の主張を認めて新潮社側に250万円の支払いを命じた。週刊新潮のデスクを務めた門田隆将は、著書『裁判官が日本を滅ぼす』（2003年新潮社）等で判決を非難した。なおこの判決は、控訴後に2000年2月29日大阪高裁にて破棄された。
- 2007年11月2日、中国人女性の夏淑琴が『「南京虐殺」の徹底検証』（1998年）の中で中傷され名誉を傷つけられたとして著者の東中野修道と版元の展転社に計1500万円の損害賠償などを求めた訴訟につき、原告の主張を認めて東中野らに計400万円の支払いを命じた。この判決文において三代川は東中野の資料解釈について、「被告東中野の原資料の解釈はおよそ妥当なものとは言い難く、学問研究の成果というに値しないと言って過言ではない」と厳しく批判した。なお東中野らは控訴し、高裁判決においてこの表現は差し替えられたが、400万円の支払いを命じる判決の内容は維持され、再控訴を経て2009年2月5日、最高裁によって確定した。